# В'ячеслав Гожан
В'ячеслав Гожан (рум. Veaceslav Gojan; нар. 18 травня 1983, Ґріманкауць, Бричанський район, МРСР) — молдовський боксер-любитель, бронзовий призер Олімпійських ігор 2008 року, чемпіон Європи 2011 року.

## Аматорська кар'єра
Займався боксом з 11 років.
2002 року дебютував на великих міжнародних змаганнях на чемпіонаті Європи в категорії до 48 кг і в першому бою здобув перемогу за явною перевагою над Джоном Полом Кінселла (Ірландія), у чвертьфіналі переміг Георгія Чигаєва (Україна) — 16-14, у півфіналі переміг Соріна Тенасіє (Румунія) — 29-18, у фіналі достроково програв Сергію Казакову (Росія). В'ячеслав завоював срібну медаль, повторивши краще досягнення молдовських боксерів на чемпіонатах Європи, яким було друге місце Тімофея Скрябіна 1989 року.
На чемпіонаті Європи 2004 Гожан програв в чвертьфіналі Салиму Салимову (Болгарія).
На чемпіонаті Європи 2006 програв у другому бою Оганесу Даніеляну (Вірменія).
На чемпіонаті світу 2007 програв у першому бою Амнату Руенроенг (Таїланд).
2008 року пройшов кваліфікацію на Олімпійські ігри 2008 в категорії до 54 кг.

### Олімпійські ігри 2008
- 1/16 фіналу. Переміг Хаважі Хацигова (Білорусь) — 1-1
- 1/8 фіналу. Переміг Гу Юй (Китай) — 13-6
- 1/4 фіналу. Переміг Ахіла Кумара (Індія) — 10-3
- 1/2 фіналу. Програв Енхбатину Бадар-Уугану (Монголія) — 2-15

Після Олімпіади Гожан взяв участь в чемпіонаті Європи, на якому в 1/8 фіналу програв Люку Кемпбеллу (Англія) — 4-7.
У грудні 2008 року переміг Сергія Водоп'янова (Росія) — 15-4 та програв Янк'єль Леон (Куба) — 1-10 і зайняв друге місце на Кубку світу.
За результатами виступів Гожан був визнаний спортсменом 2008 року в Молдові. В'ячеслав отримав орден «Gloria Muncii». Орденом був нагороджений також його тренер Петру Кадук.
На чемпіонаті світу 2009 Гожан програв в другому бою, на чемпіонаті Європи 2010 — в першому бою.
На чемпіонаті Європи 2011 Гожан став чемпіоном в категорії до 56 кг.
- 1/16  фіналу. Переміг Оресте Моліна (Іспанія) — 23-7
- 1/8 фіналу. Переміг Едгара Велса (Німеччина) — 14-9
- 1/4 фіналу. Пройшов через відмову Детеліна Далаклієва (Болгарія) від бою.
- Півфінал. Переміг Развана Андреяна (Румунія) — 12-9
- Фінал. Переміг Дмитра Полянського (Росія) — 16-14